# Humberto de Campos
Humberto de Campos este un oraș în unitatea federativă Maranhão (MA), Brazilia.